# Ferdinando Meglio
Ferdinando Meglio (* 27. června 1959 Neapol, Itálie) je bývalý italský sportovní šermíř, který se specializoval na šerm šavlí.
Itálii reprezentoval v osmdesátých a devadesátých letech. Na olympijských hrách startoval v roce 1980, 1984, 1988 a 1992 v soutěži jednotlivců a družstev. V soutěži jednotlivců obsadil na olympijských hrách 1992 šesté místo. V roce 1981 obsadil třetí místo na mistrovství Evropy v soutěži jednotlivců. S italským družstvem šavlistů vybojoval na olympijských hrách jednu zlatou (1984) jednu stříbrnou (1980) a jednu bronzovou (1988) olympijskou medaili a s družstvem obsadil dvakrát druhé místo (1979, 1982) na mistrovství světa.